# تتسوهیرو کینا
تتسوهیرو کینا (انگلیسی: Tetsuhiro Kina؛ زادهٔ ۱۰ دسامبر ۱۹۷۶) بازیکن فوتبال اهل ژاپن است.
از باشگاه‌هایی که در آن بازی کرده‌است می‌توان به باشگاه فوتبال آویسپا فوکوئوکا، باشگاه فوتبال ناگویا گرامپوس، باشگاه فوتبال توکیو، و باشگاه فوتبال توکیو وردی اشاره کرد.